# フルタイム当量
フルタイム当量 (ふるたいむとうりょう、英語: full-time equivalent) とは、一人の常勤職員が処理することのできる仕事率を表す単位で、通常FTEと略される。
FTEはプロジェクトや組織に従事する人員の数や、コスト削減量を計測するために用いられる。

## 概要
1.0 FTE は一人の常勤雇用者が処理できる仕事率である。
パートタイム雇用者はその作業時間を常勤雇用者の作業時間で割る。
例えば、常勤雇用者の勤務時間が週40時間のとき、週30時間働くパートタイム雇用者4名は (4×30)÷40 = 3.0 FTE に相当する。
工数が仕事量であるのに対して，FTEは仕事率に相当する。
例えば、1人月は一人の作業者が1ヶ月かかる仕事量であるから、それを 2.0 FTE で実施すると 1人月 ÷ 2.0 FTE = 0.5ヶ月かかる。
オランダなどの大学では、博士号取得者にも FTE を適用している。